# Monument voor de Tachtigers
Het Monument voor de Tachtigers is een kunstwerk in Amsterdam-Oost.

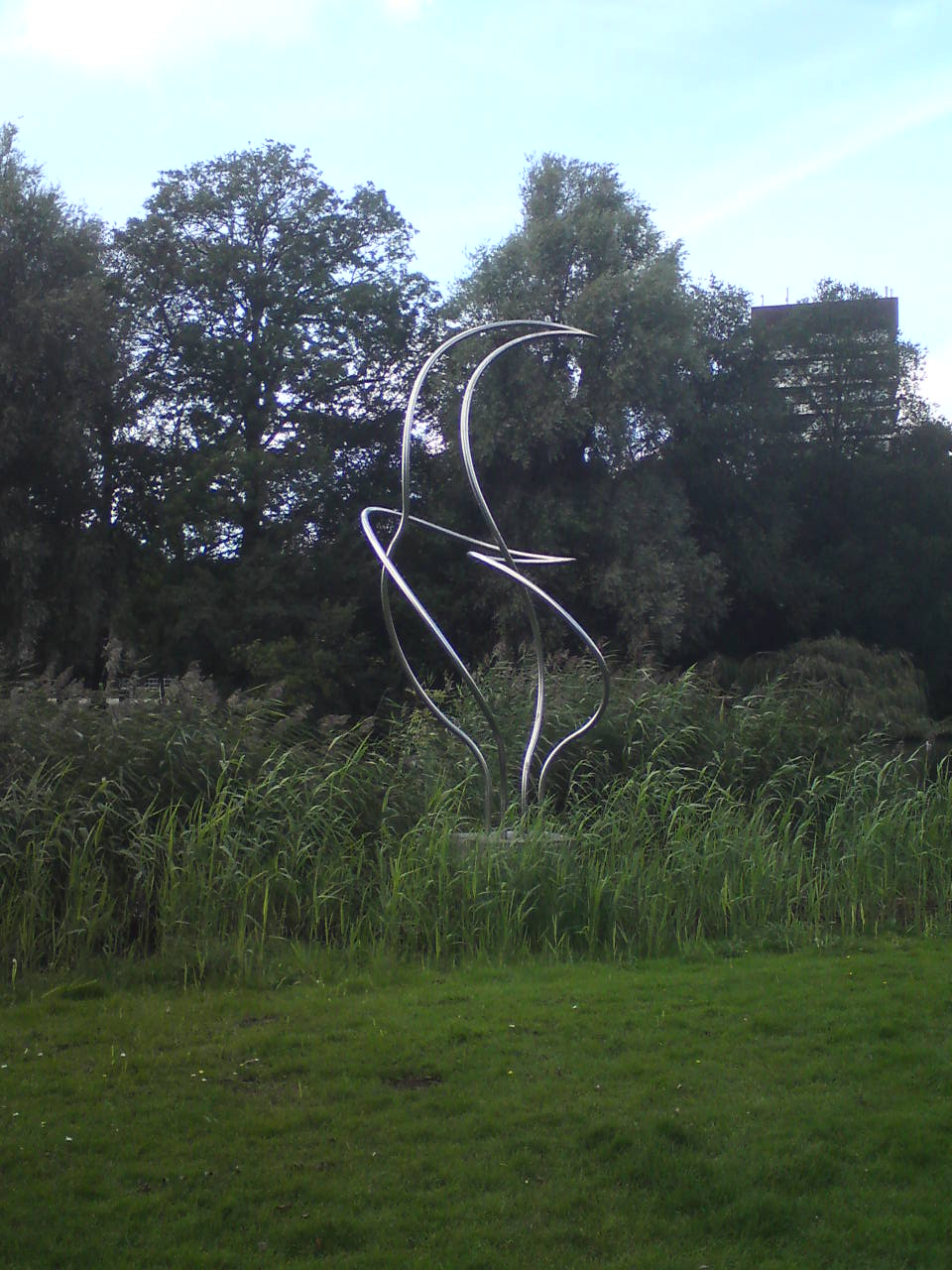
Monument in het groen (september 2011)

De kunstenaar Jan Wolkers liet zich bij dit beeld inspireren door een gedicht dat Hendrik Marsman schreef toen Herman Gorter in 1927 overleed: 
Hij was van vuur, 
een golf, een vlam,
 een stromend stuk natuur
.
Het beeld van roestvast staal werd in 1992 geplaatst in het Oosterpark. In het puntige beeld zijn drie elementen terug te vinden, vlam en vuur, een golf; het staat in het vierde. Het staat namelijk in de zuidelijke rietkraag van de eeuwig stromende vijver, die het park van oost naar west doorsnijdt. Aan die zuidkant van dat park, maar wel er buiten staat op huisnummer Oosterpark 82/82a het Witsenhuis, vernoemd naar Tachtiger Willem Witsen, ontmoetingsplaats van Tachtigers en andere kunstenaars. In het grasveld voor het beeld is in een waterdichte lessenaar een gedicht van een Tachtiger Jacques Perk te lezen (gegevens februari 2020), alsmede een toelichting op het beeld. 
Bokkenrijder · Bolgewas · Communicatie · Justus van Maurikbank · Leonard Springerbrug · Limietpalen Oosterpark · Monument voor de Tachtigers · Muziekkoepel Oosterpark · Nationaal monument slavernijverleden · Politiehond Albert · Rotsfontein Oosterpark · De Schreeuw · Speelslinger Oosterpark · Spelende kinderen · Spreeksteen · Tekststeen Julianaboom · De Titaantjes · Het westen ontvangt en ontmoet 't oosten